# Pulitzer-Preis 1972
Der Pulitzer-Preis 1972 war die 56. Verleihung des US-amerikanischen Literaturpreises. Das „Pulitzer Prize Board“ vergab Preise für Arbeiten, die während des Kalenderjahres 1971 entstanden waren.
Die Jury bestand aus 14 Personen unter dem Vorsitz von Joseph Pulitzer, Jr. (III.)

## Bereich Journalismus(Journalism)
| Kategorie                                                  | Preisträger                                                                                  | Begründung |
| ---------------------------------------------------------- | -------------------------------------------------------------------------------------------- | --- |
| Aktuelle Berichterstattung (Breaking News Reporting)       | Richard Cooper und John Machacek von der Rochester Times-Union                               | Preis verliehen für ihre Berichterstattung über die Attica-Gefängnisunruhen                                                                          |
| Dienst an der Öffentlichkeit (Public Service)              | The New York Times                                                                           | Preis verliehen für die Veröffentlichung der Pentagon Papers                                                                                         |
| Investigativer Journalismus (Investigative Reporting)      | Timothy Leland, Gerard M. O’Neill, Stephen A. Kurkjian und Ann Desantis von The Boston Globe | Preis verliehen für ihre Aufdeckung der weit verbreiteten Korruption in Somerville, Massachusetts                                                    |
| Kritik (Criticism)                                         | Frank Peters Jr. von der St. Louis Post-Dispatch                                             | Preis verliehen für seine Musikkritiken im Jahr 1971                                                                                                 |
| Karikatur (Editorial Cartooning)                           | Jeffrey K. MacNelly von der Richmond News-Leader                                             | Preis verliehen für seine Cartoons im Jahr 1971 |
| Leitartikel (Editorial Writing)                            | John Strohmeyer von der Bethlehem Globe-Times                                                | Preis verliehen für seine redaktionelle Kampagne zum Abbau rassistischer Spannungen in Bethlehem, Pennsylvania                                       |
| Kommentar (Commentary)                                     | Mike Royko von der Chicago Daily News                                                        | Preis verliehen für seine Kolumnen im Jahr 1971 |
| Auslandsberichterstattung (International Reporting)        | Peter R. Kann von The Wall Street Journal                                                    | Preis verliehen für seine Berichterstattung über den Dritten Indisch-Pakistanischen Krieg 1971                                                       |
| Berichterstattung im Inland (National Reporting)           | Jack Anderson, syndizierter Kolumnist                                                        | Preis verliehen für seine Berichterstattung über die politische Entscheidungsfindung der USA während des Dritten Indisch-Pakistanischer Krieges 1971 |
| Aktuelle Fotoberichterstattung (Breaking News Photography) | Horst Faas und Michel Laurent von Associated Press                                           | Preis verliehen für ihre Bilderserie „Tod in Dhaka“                                                                                                  |
| Feature-Fotoberichterstattung (Feature Photography)        | David Hume Kennerly von United Press International                                           | Preis verliehen für seine dramatischen Fotografien des Vietnamkrieges im Jahr 1971                                                                   |

## Bereich Literatur, Theater und Musik(Letters, Drama & Music)
| Kategorie                                                   | Preisträger                                                                                 |
| ----------------------------------------------------------- | ------------------------------------------------------------------------------------------- |
| Geschichte (History)                                        | Neither Black Nor White von Carl N. Degler (Macmillan)                                      |
| Belletristik (Fiction)                                      | Angle of Repose von Wallace Stegner (Random)                                                |
| Sachbuch (General Nonfiction)                               | Stilwell and the American Experience in China, 1911-1945 von Barbara W. Tuchman (Macmillan) |
| Musik (Music)                                               | Windows von Jacob Druckman (MCA Music)                                                      |
| Dichtung (Poetry)                                           | Collected Poems von James Wright (Wesleyan Univ. Press)                                     |
| Theater (Drama)                                             | Preis nicht vergeben                                                                        |
| Biographie oder Autobiographie (Biography or Autobiography) | Eleanor and Franklin von Joseph P. Lash (Norton)                                            |